# Arkadiusz Milik
Arkadiusz Milik  (pronunciació en : /arˈkadjuʂ ˈmilik/) (Tychy, 28 de febrer de 1994) és un futbolista polonès que juga com a davanter a la Juventus FC. És internacional amb la selecció polonesa.

## Palmarès
SSC Napoli
- 1 Copa italiana: 2019-20.